# Toschia celans
Toschia celans är en spindelart som beskrevs av Gao, Xing och Zhu 1996. Toschia celans ingår i släktet Toschia och familjen täckvävarspindlar. Inga underarter finns listade i Catalogue of Life.